# Hunt the Wumpus

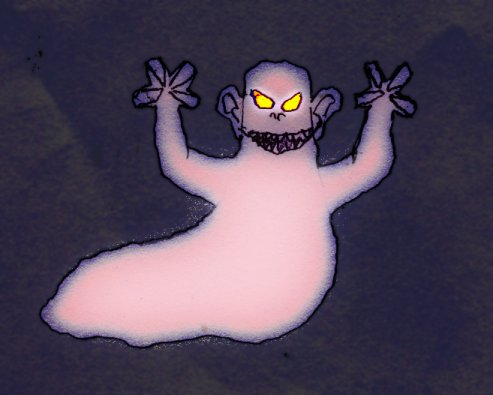
Так был изображён Вампус в 1976 году в статье Грегори Йоба — создателя этой игры

Hunt the Wumpus («Охота на Вампуса») — классическая текстовая компьютерная игра, написанная Грегори Йобом в 1972 году. Цель этой игры заключалась в том, чтобы, путешествуя по лабиринту, найти Вампуса и застрелить его. Часто саму игру называют просто «Вампусом».
Вампус — фантастический большой и опасный монстр, обитающий в пещерах. Вампус источает отвратительный запах, имеет крайне чувствительный слух и питается людьми. Известно также, что Вампус очень тяжёл, ноги его имеют присоски, а сам он большую часть времени проводит в спячке.

## Суть игры

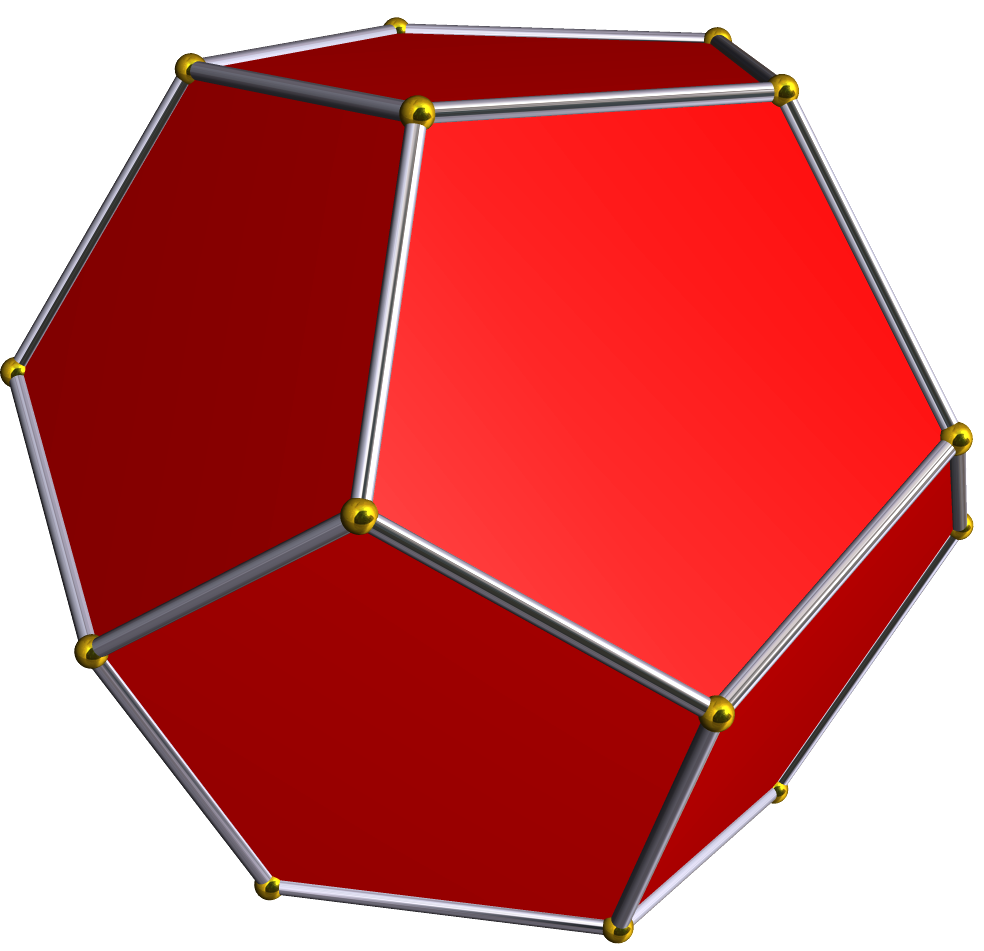
Лабиринт игры «Hunt the Wumpus». Точки — это комнаты в пещере

### Мир игры
Мир «Hunt the Wumpus» — это пещера из 20 пронумерованных комнат, каждая из которых соединена тоннелями с тремя другими, т. е. пещера представляет собой расплющенный додекаэдр (в последующих версиях используются топологии, основанные на икосаэдре, листе Мёбиуса, пчелиных сотах и др.). В начале игры персонаж случайным образом оказывается в одной из комнат пещеры. За ход он может либо выстрелить в одну из трёх соседних комнат, либо перейти в какую-нибудь из них.

### Цель
В какой-то из комнат спит Вампус. Задача игрока — найти Вампуса и убить его. В некоторых поздних версиях игры игрок также собирал золото, которое встречалось в некоторых комнатах пещеры (каждая собранная порция золота давала 1000 очков, а 10 000 очков — дополнительную «жизнь» игроку).

### Оружие
Игрок имеет лук с пятью стрелами. Для убийства Вампуса достаточно и одной стрелы. Если стрела попала в Вампуса, то игрок победил и игра окончена. В последующих версиях игры Вампус мог оказаться просто раненым, и при этом становился очень злым.
Стрелы у игрока не простые, а волшебные — они могут делать повороты во время полёта. Каждая стрела может пролететь 5 соседних комнат.
Путешествуя по лабиринту, игрок в ходе игры составляет представление о том, как связаны друг с другом комнаты в пещере. Стреляя, игрок должен указать номера комнат, через которые пролетит его стрела. Если он ошибётся с номерами комнат и, к примеру, укажет комнаты, не связанные общим тоннелем, то стрела начнёт летать по пещере случайным образом и может даже попасть в самого игрока. Если это произошло, то он проиграл.
Игрок проигрывает и в том случае, если он истратит все 5 стрел, но так и не убьёт Вампуса.

### Опасности
Попав в какую-либо комнату, игрок мог почувствовать отвратительный запах, услышать шум или почувствовать сквозняк.
Источником отвратительного запаха является спящий Вампус. Запах чувствуется, если Вампус находится в какой-то из соседних комнат.
Сквозняк и шум всегда доносятся из соседней комнаты, но неизвестно, из какой именно.
В комнатах, откуда идёт сквозняк, находятся бездонные ямы, попав в которые, игрок погибает и, соответственно, проигрывает. Из 20 комнат в пещере две имеют ямы.
В комнатах, откуда доносится шум (таких комнат в пещере тоже две), обитают гигантские летучие мыши («super bats»). Если игрок зашёл в комнату к этим мышам, то они хватают его и случайным образом переносят в любую другую комнату в пещере. В том числе, не исключён вариант, что мыши перенесут игрока в комнату с ямой или сбросят его на голову Вампусу (впрочем, в некоторых поздних вариантах игры они это больше не делают). Также в ряде версий игры летучие мыши получили возможность мигрировать по пещере.
В последующих версиях игры, кроме колоний гигантских летучих мышей, бездонных ям и Вампуса, появились и другие опасности. В частности, «анаэробные термиты», которые съедали стрелы, и землетрясения, которые произвольным образом меняли расположение ям.

### Вампус

Так был изображён Вампус в статье «Wumpus 2», написанной Грегори Йобом в 1977

Вампуса можно разбудить только двумя способами: войдя в комнату, где он спит, или выстрелив из лука в любой из комнат в пещере.
Если игрок окажется в одной комнате с Вампусом, то он проиграл — Вампус съедает его. Если же Вампус проснулся от звуков выстрела в пещере, то у игрока ещё есть шансы.
Проснувшись, Вампус может либо заснуть снова (с вероятностью 0,25), либо перейти спать в одну из соседних комнат. Комнаты с ямами и летучими мышами Вампусу не вредят. У него на ногах есть присоски, с помощью которых он выбирается из любой ямы, а его огромный вес не даёт гигантским летучим мышам его переносить. Если Вампус отправляется спать в комнату, где находится игрок, то игрок проигрывает.

## Особенности игры
«Охота на Вампуса» — первая в истории текстовая, а также первая приключенческая игра. Она была чрезвычайно популярна в 1970—1980-е годы. Программистам эта игра так полюбилась, что, пользуясь её размером (около 200 строк кода, половину из которых занимают вывод на экран и комментарии), они встраивали её в различные программы.
«Hunt the Wumpus» — это и первая игра, в которой используется строение карты по принципу графов (в отличие от простой прямоугольной сетки как в старых играх типа Star Trek). В этом отношении, а также по размещению ловушек и тем остроумным сообщениям, которые используются в этой игре, она послужила прототипом для ADVENT и Zork (Zork, в частности, унаследовал от неё колонии гигантских летучих мышей).

## Пример интерфейса
Ниже приведён пример текстового интерфейса одной из первых версий игры:
```
 HUNT THE WUMPUS
```

```
 BATS NEARBY!

 YOU ARE IN ROOM   2

 TUNNELS LEAD TO   1   3   10
```

```
 SHOOT OR MOVE? (S-M)?   M

 WHERE TO?   1

 ZAP—SUPER BAT SNATCH! ELSEWHEREVILLE FOR YOU!

 YYYIIIIEEEE . . . FELL IN PIT

 HA-HA-HA YOU LOSE!

 SAME SET-UP (Y-N)?   Y
```

```
 HUNT THE WUMPUS
```

```
 BATS NEARBY!

 YOU ARE IN ROOM   2

 TUNNELS LEAD TO   1   3   10
```

```
 SHOOT OR MOVE? (S-M)?   M

 WHERE TO?   3
```

```
 YOU ARE IN ROOM   3

 TUNNELS LEAD TO   2   4   12
```

и так далее…